# Batracomorphus pasiphae
Batracomorphus pasiphae är en insektsart som beskrevs av Rauno E. Linnavuori och Quartau 1975. Batracomorphus pasiphae ingår i släktet Batracomorphus och familjen dvärgstritar. Inga underarter finns listade i Catalogue of Life.